# BAR 005
El BAR 005 fue un monoplaza con el que el equipo British American Racing compitió en la temporada 2003 de Fórmula 1. El auto fue conducido por Jacques Villeneuve y Jenson Button, el primero fue reemplazado por el piloto de pruebas Takuma Satō para la última carrera de la temporada. El equipo terminó quinto en el Campeonato de Constructores con 26 puntos.

## Resultados

### Fórmula 1
(Clave) (negrita indica pole position) (cursiva indica vuelta rápida)

| Año  | Motor            | Neu. | N.º | Pilotos            | 1   | 2   | 3   | 4   | 5   | 6   | 7   | 8   | 9   | 10  | 11  | 12  | 13  | 14  | 15  | 16  | Puntos | Pos. |
| ---- | ---------------- | ---- | --- | ------------------ | --- | --- | --- | --- | --- | --- | --- | --- | --- | --- | --- | --- | --- | --- | --- | --- | ------ | ---- |
| 2003 | Honda RA003E V10 | B    |     |                    | AUS | MYS | BRA | SMR | ESP | AUT | MON | CAN | EUR | FRA | GBR | GER | HUN | ITA | USA | JPN | 26     | 5º   |
| 2003 | Honda RA003E V10 | B    | 16  | Jacques Villeneuve | 9   | DNS | 6   | Ret | Ret | 12  | Ret | Ret | Ret | 9   | 10  | 9   | Ret | 6   | Ret |     | 26     | 5º   |
| 2003 | Honda RA003E V10 | B    | 16  | Takuma Satō        |     |     |     |     |     |     |     |     |     |     |     |     |     |     |     | 6   | 26     | 5º   |
| 2003 | Honda RA003E V10 | B    | 17  | Jenson Button      | 10  | 7   | Ret | 8   | 9   | 4   | DNS | Ret | 7   | Ret | 8   | 8   | 10  | Ret | Ret | 4   | 26     | 5º   |

- [1]